# La Font d'en Carròs
La Font d'en Carròs, en valencien et officiellement, (Fuente Encarroz en castillan), est une commune d'Espagne de la province de Valence dans la Communauté valencienne. Elle est située dans la comarque de la Safor et dans la zone à prédominance linguistique valencienne.

## Géographie

Localisation de La Font d'en Carròs
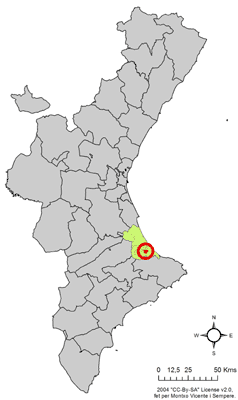
dans la Communauté valencienne.
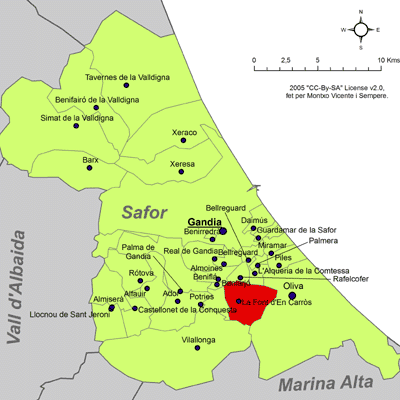
dans la comarque de la Safor.

Situé dans la partie sud de la Huerta de Gandia. Les principaux reliefs qui se dégagent sont tous de faible altitude, on peut citer les monts de la Creu (167 m), Perico (176 m) et Cuatelles (356 m).
Le territoire communal est parcouru par deux ruisseaux, le Montanelles et la Foia, qui ont donné leurs noms aux deux ravins (barranc) qu'ils ont creusés à travers le temps.
La commune se situe à l'intersection entre la plaine côtière et la montagne (chaîne de La Safor), aussi ses rues sont plus ou moins inclinées selon les endroits. Sur la place principale, on trouve la fontaine qui a donné son nom au village (fuente signifiant fontaine en français).
On accède à La Font, depuis Valence en empruntant la nationale N-332, puis la CV-682.

### Quartiers
Le territoire communal de La Font d'En Carròs compte également avec les noyaux de peuplement suivants :
- El Panorama,I.
- Tossal Gros d'En Carros.

### Communes limitrophes
La commune de La Font d'En Carròs est entourée par les communes suivantes :
L'Alqueria de la Comtessa, Beniarjó, Beniflá, Oliva, Potries, Rafelcofer et Vilallonga, toutes dans la province de Valence.

## Histoire
Sur le sommet du mont du Rabat on a trouvé des restes d'un village ibère qui se romanisa par la suite. De l'époque romaine, on a retrouvé des monnaies impériales et des restes de statues dans la partie de Les Jovades et des bâtiments à l'emplacement de l'ermitage de San Miguel, où une importante villa romaine devait exister.
Le village que l'on connaît est d'origine musulmane, il appartenait à la juridiction du château de Rebollet. Il fut conquis par le noble Carroç, qui en devint le seigneur ainsi que se descendance. À la fin du XIVe siècle, il passa sous la domination des Centelles, appartenant à la juridiction des comtes d'Oliva et ducs de Gandie, jusqu'à ce qu'en 1771 il revienne au duché de Osuna.

## Démographie
| 1990  | 1992  | 1994  | 1996  | 1998  | 2000  | 2002  | 2004  | 2005  |
| ----- | ----- | ----- | ----- | ----- | ----- | ----- | ----- | ----- |
| 3.333 | 3.267 | 3.258 | 3.211 | 3.171 | 3.236 | 3.286 | 3.421 | 3.576 |

## Patrimoine
- Église paroissiale. Elle se trouve dans la partie haute du village. De style gothique, elle est dédiée à saint Antoine de Padoue, avec les images du Christ protecteur et de la Vierge des déshérités. La première fut construite en 1329.

- Castillo de Rebollet. On trouve sur le territoire municipal les restes d'un important château datant du Moyen Âge.

## Fêtes locales
- Fiestas Mayores. Le village célèbre ses fêtes patronales au mois d'août.

### Sources
- (es) Varaciones de los municipios de España desde 1842, Ministerio de administraciones públicas, octobre 2008, 364 p. (lire en ligne) [PDF]